# SMORC
SMORC（英語: Simple Model of Rational Crime、シンプルな合理的犯罪モデル）とは、ゲーリー・ベッカーが提唱した経済学の概念。
人は自分の置かれたそれぞれの状況を合理的に分析し、それを基に犯罪を行うかどうか決めるというもの。善悪の判断は、入り込む余地はない。